# Tram van Londen
In Londen functioneerde naast het uitgebreide metronet, het spoorwegnet en busverbindingen tussen 1860 en 1952 een tramnet dat op zijn hoogtepunt in de jaren dertig een lengte van 534 kilometer had. Het was daarmee een van de grootste tramnetten ter wereld. Na de opheffing van de elektrische tram in 1952 werd in Croydon in 2000 - onder de naam Tramlink - de tram weer geïntroduceerd.

## Geschiedenis

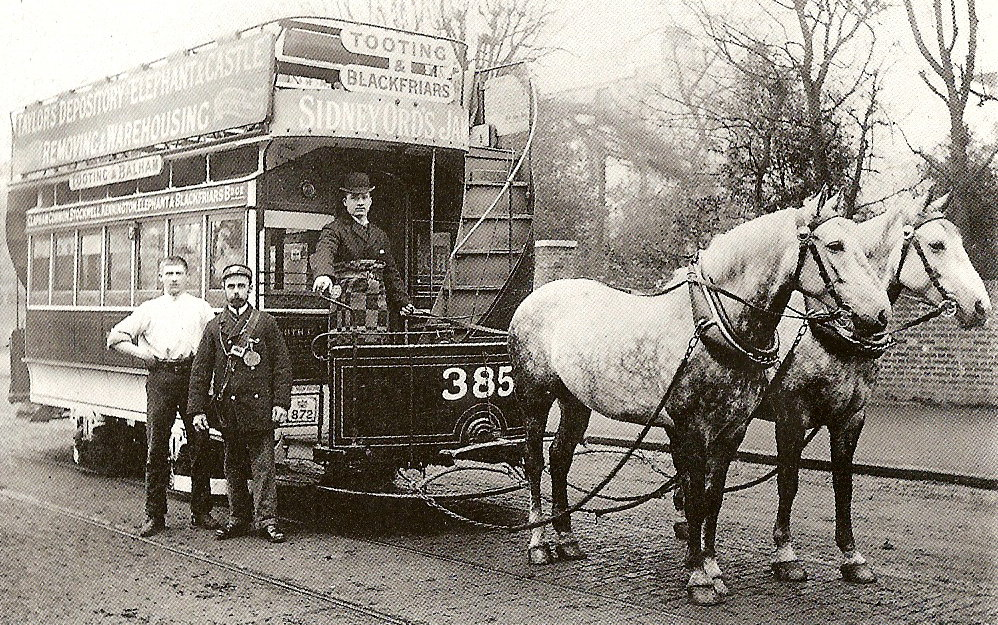
Paardentram van London Tramways.

In 1860 reed de eerste paardentram in London over Victoria Street in de Londense borough Westminster. Het was een initiatief van de Amerikaanse zakenman George Francis Train. Opvallend aan de constructie van deze lijn was dat de rails niet in het wegdek waren aangelegd maar erop. Daardoor ontstond er een flinke belemmering voor het overige verkeer en dit liep uit op een conflict tussen het gemeentebestuur en de zakenman. Nadat het parlement een Tramway Act voor Londen had uitgevaardigd, waarin stond dat rails in het wegdek moesten worden aangebracht, kalmeerde de zaak. In de wet werd ook de prijs aangegeven die per mijl door de passagiers moest worden betaald: deze bedroeg 1 penny; arbeiders die zeer vroeg en zeer laat moesten reizen, kregen 50% reductie. De eerste lijnen die door een Act of Parliament in 1870 werden toegestaan liepen van:
- Blackheath naar Vauxhall via Peckham
- Brixton naar Vauxhall
- Whitechapel naar Bow en van
- Kensington naar Oxford Street

Overal in Londen ontstonden trambedrijfjes en men bereikte in ieder geval overeenstemming over de te gebruiken spoorwijdte; het Europese normaalspoor met een wijdte van 1435 millimeter werd aangehouden. Dé typische Londense paardentram was een dubbeldekker waarbij de bovenetage niet overdekt was (open top) en ongeveer 60 passagiers kon meenemen. Vanaf 1901 werden de tramlijnen langzamerhand geëlektrificeerd; de laatste paardentram reed gedurende de Eerste Wereldoorlog. Naast de paardentram waren er experimenten met een kabeltram. In 1891 werd de kabeltramlijn aangelegd in Highgate Hill en een tweede ontstond in Streatham. Het waren de eerste kabeltrams in Europa. Stoomtrams werden in 1873 geïntroduceerd, maar het Londense publiek accepteerde deze niet. Er was te veel lawaai en roetvorming mee gemoeid. Beide systemen hielden het slechts 15 jaar vol.

## De elektrische tram

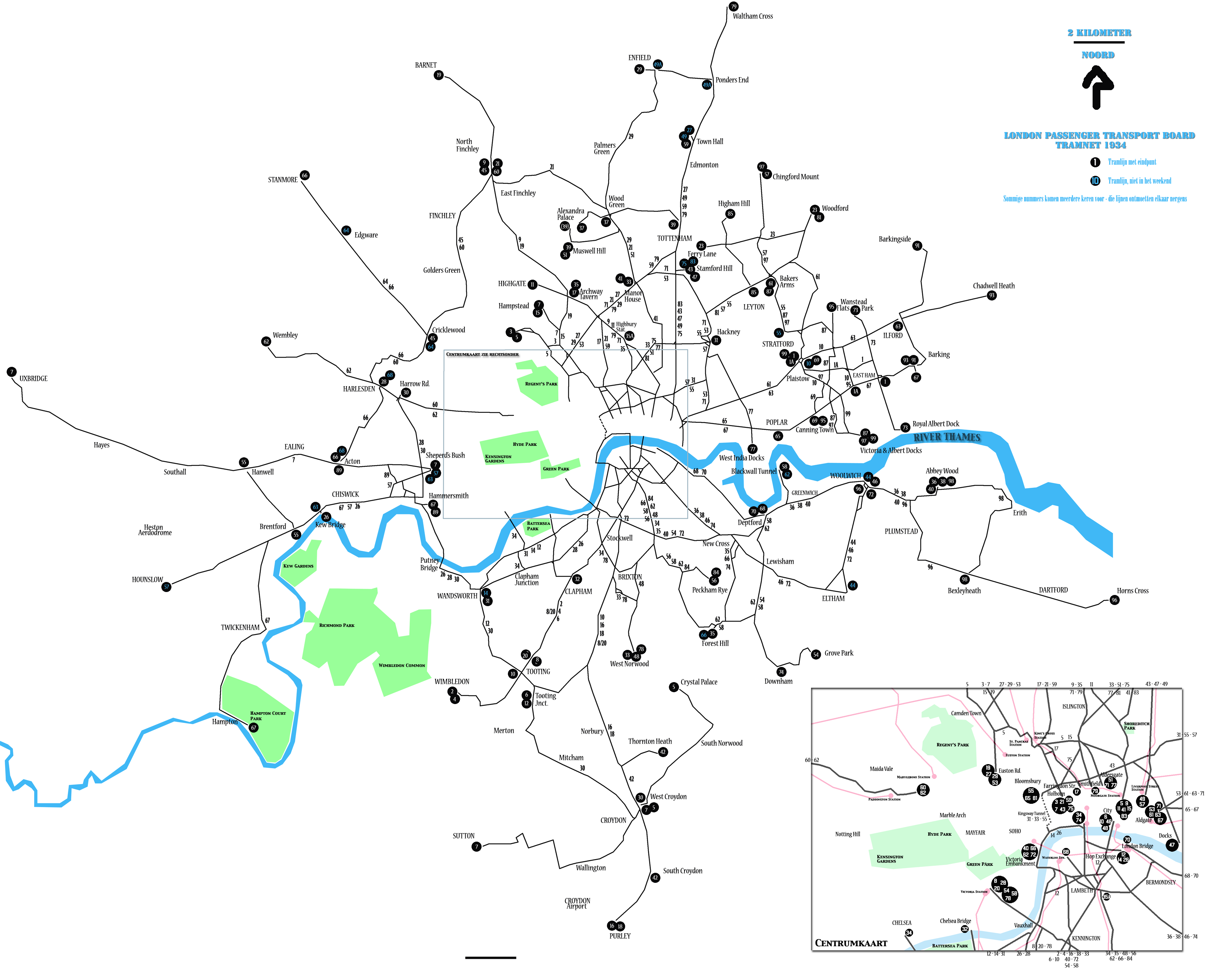
Tramnet van Londen in 1934.

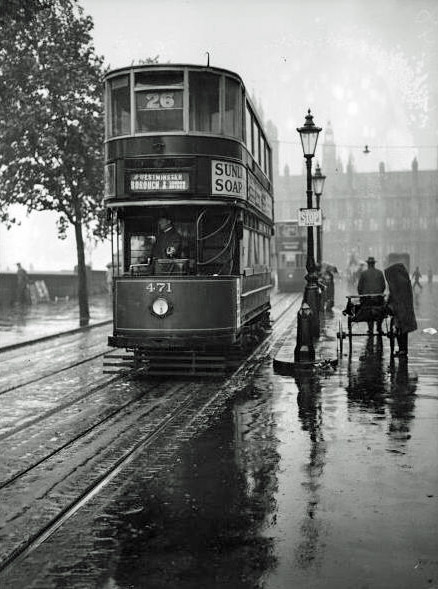
Dubbeldekstram 471 op lijn 26 in 1931

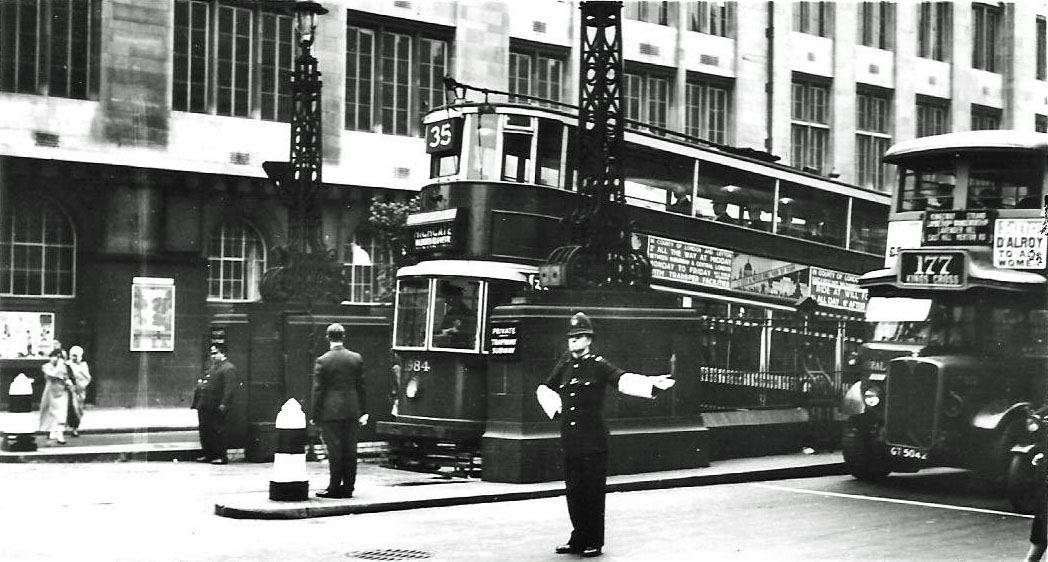
Uitgang Kingsway tunnel 1933

In 1901 introduceerde de Croydon Corporation de eerste Londense elektrische tramlijn. Imperial Tramways bleef daarbij niet achter en, nadat dit bedrijf het gehele tramnet in westelijke Londen had opgekocht, legde het elektrische tramlijnen aan vanaf het beginpunt Shepherd's Bush. Zij gingen daarna verder als de London United Tramways Company (LUTC). Tegelijkertijd bouwde dit bedrijf een elektriciteitscentrale in Chiswick waarbij men elektriciteit aan burgers kon gaan leveren. In 1903 reden er rond de 300 elektrische trams in Londen. De eerste elektrische tramlijn van London County Council Tramways (LCC) reed in 1903 tussen Westminster Bridge en Tooting. Zoals zoveel trambedrijven droegen de Londense trams ook bij aan de uitbouw van de stad toen het mogelijk werd met de tram van de voorsteden naar het centrum te gaan forensen. Andere boroughs in Londen volgden al gauw met eigen trambedrijven. Dit was zo in West Ham, Leyton, Dartford en Bexley. In 1906 werd het eerste en enige ondergrondse traject geopend, de Kingsway tunnel met twee ondergrondse stations Holborn en Aldwych. 
De Eerste Wereldoorlog stopte tijdelijk de expansie van de trambedrijven. Vele mannen namen dienst in het leger en werden door vrouwelijk personeel vervangen. De LCC werd uiteindelijk het grootste trambedrijf doordat het enkele kleinere opkocht. De LCC hanteerde twee stroomsystemen omdat in het centrum van Londen geen bovenleiding werd toegestaan. Daarom moest een systeem met derde rail worden gebruikt. Dit systeem, ook bijvoorbeeld gebruikt in Washington, D.C., bestond uit een soort metalen sleepschoen die onder de tram hing en in contact stond met een tussen de rijrails aangelegde derde rail die als stroomrail diende. Op sommige punten ging de tram over van derde rail naar bovenleiding (en andersom). Daar waren kleine wachthuisjes voor personeel waar men de sleepschoenen handmatig onder de tram kon plaatsen en verwijderen. Dit arbeidsintensieve en kostbare systeem is onder bijna alle Londense trams ingebouwd. Na de Eerste Wereldoorlog investeerden vele van de operationele bedrijven in uitbreidingen en nieuwe trams, maar de opkomst en concurrentie van particuliere busbedrijven – die door bijna alle boroughs werden toegelaten – betekende op vele routes ook al een teruggang in het aantal passagiers. De gemeenteraad van Londen (London City Council) maakte het tot officiële politiek door middel van subsidies een goedkoop reistarief te bedingen en zo veel mogelijk mensen van de tram gebruik te laten maken. Dit beleid was succesvol en in 1924 reisden meer Londenaars per tram, dan per bus, metro of voorstadstrein.

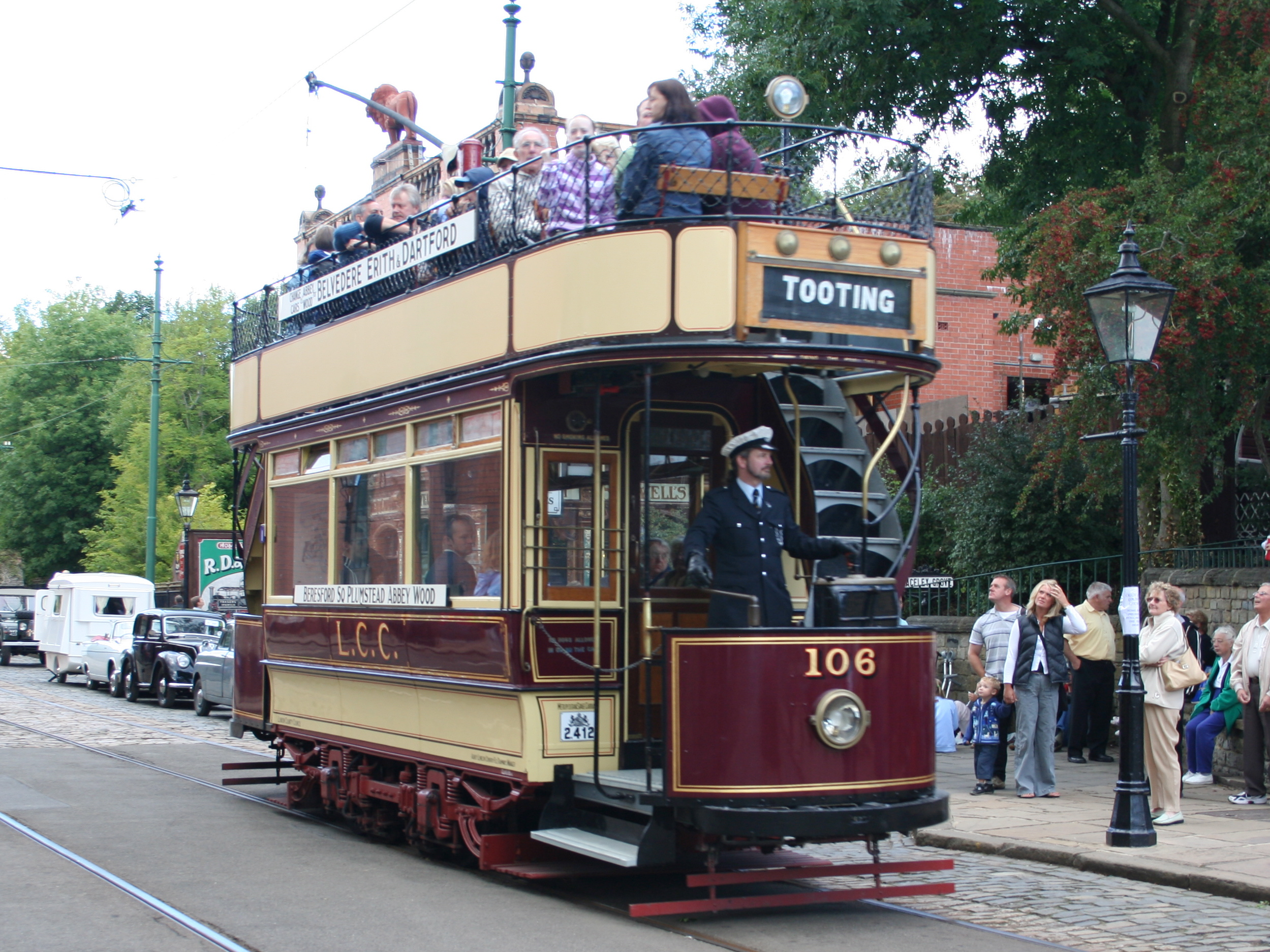
LCC dubbeldekker 106 in het National Tramway Museum te Crich.

In 1930 moest men, om dubbeldektrams in te kunnen gaan zetten, de tramlijnen door de Kingsway tunnel tijdelijk stilleggen om de tunnel voor dat materieel geschikt te maken.  De feestelijke ingebruikname van de verbouwde tunnel voor  tramlijnen 31, 33 en 35 vond plaats op 14 januari 1931. Op dat moment deden er 2600 trams per dag in Londen dienst. In de crisisjaren schaften de London United Tramways (LUT) en de Metropolitan Electric Tramways (MET), later legendarisch geworden, nieuwe grote trams aan. Dit waren zgn. Feltham trams (gebouwd door de Union Construction Company in Feltham). Tegelijkertijd introduceerde de LUT trolleybussen op sommige routes. In 1933 werd bij wet de London Passenger Transport Board (LPTB) opgericht die de tram-, bus- en metrolijnen van de LCC moest gaan exploiteren en als subdoel het samenbrengen van alle trambedrijven in één bedrijf had. Na de fusie had de LPTB zo'n 2.630 trams en 546 km aan routes in dienst.
Inwoners van Zuid-Londen verwachtten van de LPTB dat zij meer onderhoud en beter tramvervoer naar hun stadsdelen zou organiseren, omdat daar juist weinig metrolijnen waren. Hier was door de forse uitkoopbedragen voor de fusies geen geld voor beschikbaar en de service en het onderhoud werden zeer slecht. Aan de andere kant investeerde de LPTB wel in trolleybuslijnen en metro-uitbreiding in Noord-Londen, hierbij gebruikmakend van het New Works Programme, het crisisjaren-programma om werkloosheid te bestrijden en overheidsinvesteringen te doen. In de crisistijd werd de jaarlijkse winst van het gefuseerde trambedrijf aldus aangewend om de fusie zelf te kunnen betalen en niet voor de investering en onderhoud.

### Aanloop naar opheffing
Vanaf 1935 werden trams en tramlijnen die groot onderhoud nodig hadden, vervangen door diesel- of trolleybuslijnen. In die tijd werd de tram ook als een ouderwets vervoermiddel gezien. In 1940 besloot de regering dat er geen tramlijnen meer mochten worden opgeheven omdat het onder de oorlogscondities verboden werd (trolley)bussen te bouwen voor andere dan oorlogsdoeleinden. De tram werd daardoor weer populair en er werd met man en macht aan gewerkt het bedrijf in goede conditie te brengen. Bombardementen op Londen brachten zeer veel schade toe. Na de Tweede Wereldoorlog werd het tekort aan elektrische componenten en staal gebruikt om het niet investeren in de tram te motiveren. Tegen het eind van de jaren veertig betekende de nationalisatie van de elektriciteitsbedrijven dat LCC geen goedkope stroom meer uit de eigen centrales kon betrekken. Ze werd gedwongen de duurdere genationaliseerde stroom te gebruiken waarbij de prioriteit bij het metrobedrijf kwam te liggen. Binnen de London Transport Executive was ondertussen een actie tegen de tram gaande. Vele leden daarvan vonden de tram de oorzaak van oponthoud op straat. Wanneer de tram passagiers liet in- en uitstappen, kon het overige verkeer niet doorrijden, daarom werd de tram hinderlijk gevonden. Het Britse weekblad The Economist rapporteerde in 1952 meerdere redenen waarom de tram in Londen er negatief uitkwam.
- De Tramway Act uit 1870 droeg de trambedrijven op naast spooronderhoud ook wegonderhoud te plegen en te financieren, terwijl ze niet voor alle slijtage – door bv. particulier verkeer – aansprakelijk kon worden gesteld.
- Londen heeft veel nauwe straten waardoor oponthoud makkelijk voorkomt.
- Het tramnetwerk was niet meegegroeid met de ontwikkeling van voor- en tuinsteden.
- De autoriteiten waren negatief bevooroordeeld aangaande de tram.

Tegenover de investeringskosten – geschat op rond de 25 miljoen Pond – om de tram weer up-to-date te krijgen stond een bedrag van 9 miljoen Pond als investering voor nieuwe bussen en enkele trolleybussen. "Operation Tramaway", werd in juli 1950 aangekondigd. Het doel was duidelijk: weg met de tram. Dit opheffingsplan zou in 9 stadia worden voltooid. Hiervoor kocht LCC een groot braakliggend terrein in Zuidwest-Londen om de overtollige trams te kunnen neerzetten en te slopen. In oktober 1950 werden de eerste tramlijnen al opgeheven en de laatste tram reed op 6 juli 1952. De overgang van tram naar bus ging altijd gepaard met de typische Londense ‘Last Tram Week’ waarin passagiers de gelegenheid namen nog eenmaal met de tram in hun buurt te rijden. Zaterdagavond laat reed dan de tram voor het laatst en zondagochtend vroeg startten de bussen. De Noord-Londense tramlijnen werden – op twee lijnen na – omgezet in trolleybuslijnen. Het lijnnummer kreeg daartoe een 6 ervoor toegevoegd. (Op 9 mei 1962 reden in Londen ook de laatste trolleybussen. Ook hier zouden de routes uitgebreid moeten worden en dit was toch makkelijker met dieselbussen. De brandstof was toen zeer goedkoop en milieubezwaren tegen dieselbussen waren er nog niet.)

#### Opheffingslijst

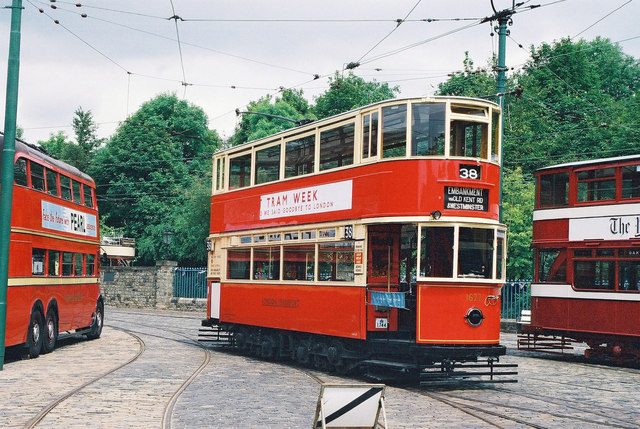
'London's Last Tram' reed in 1952. Deze dubbeldekker 1622 is ondergebracht in het National Tramway Museum te Crich.

De 9 stadia van het opheffen van de Londense tramlijnen was als volgt:
- Fase 1: 30 september 1950: de lijnen 3, 12, 26, 28, 31 en 34
- Fase 2: 6 januari 1951: lijnen 1, 2, 4, 6, 8, 10, 20, 22 en 24
- Fase 3: 7 april 1951: lijnen 16, 18 en 42
- Fase 4: 10 juli 1951: lijnen 68 en 70
- Fase 5: 6 oktober 1951: lijnen 7, 56, 58, 60, 62, 66 en 84
- Fase 6: 5 januari 1952: lijnen 5, 48, 52, 54, 74 en 78
- Fase 7: 5 april 1952: lijnen 33 en 35
- Fase 8: 5 juli 1952: lijnen 36, 38, 40, 44, 46 en 72.

Oorspronkelijk was fase 9 het opheffen van de lijnen 36, 38 en 40, maar deze werd tegelijk met fase 8 uitgevoerd. Helaas was er geen verbetering merkbaar in dienstbetoon en snelheid met de vervangende dieselbussen. Ook zij kwamen vaak vast te zitten tussen het particuliere verkeer. De nog in zeer goede staat verkerende Feltham-trams werden aan het trambedrijf van Leeds verkocht. Daar reden ze tot de sluiting van dat bedrijf in 1959. De Kingsway tunnel kwam op 5 april 1952 in ongebruik en werd toen gebruikt 
voor opslag van autobussen die men nodig dacht te hebben voor de kroning dat jaar. Het zuidelijk deel van de tunnel is sinds 1964 in gebruik als autotunnel.

## Feltham trams

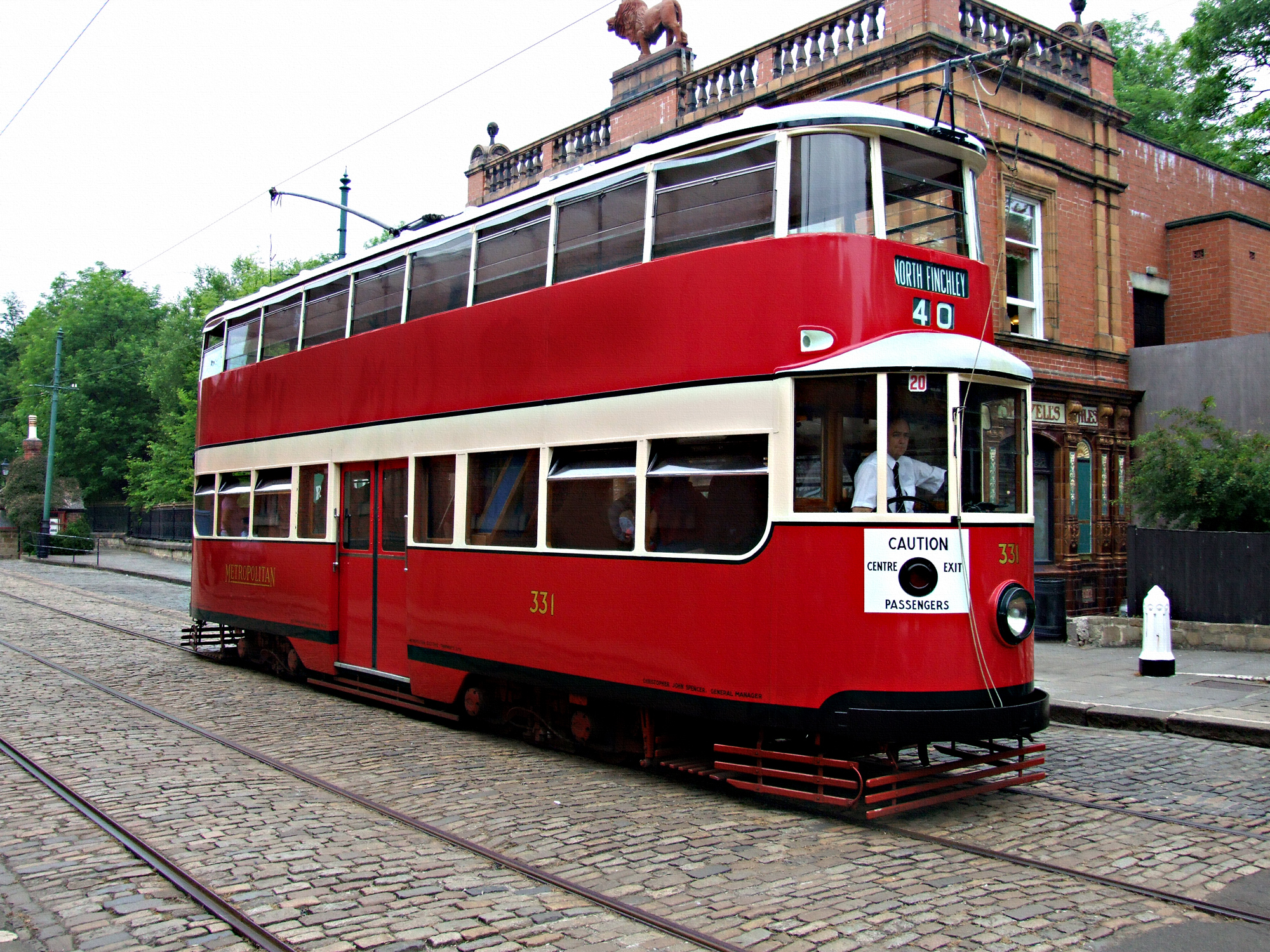
Gerestaureerde 'Feltham' tram 331 in het National Tramway Museum te Crich; juli 2009.

Eind jaren twintig ontstond de behoefte aan modernisering van het trammaterieel; de oudste trams waren ondertussen al dertig jaar oud. In 1929 werden twee prototypes van moderne trams, genummerd 320 en 330, aan de Metropolitan Electric Tramways (MET) afgeleverd. Ze waren gebouwd door de Union Construction Company of Feltham, Middlesex, een fabrikant van trammaterieel. Ze kregen de bijnamen ‘Poppy’ (320) en ‘Blossom’ (330). Later kreeg de hele serie de bijnaam ‘Felthams’. De trams waren bedoeld als een heel nieuwe generatie moderne stalen trams. Ze hadden twee korte tweeassige draaistellen en de bestuurderscabine – die aan beide kanten van de tram een beetje naar voren was uitgebouwd – was geheel afgesloten van de passagiersruimte. Een derde prototype, 331, dat de bijnaam ‘Cissie’ kreeg, had een groot middenbalkon waar ook de twee trappen naar het bovendek waren. Het was bedoeld als een ‘Pay As You Enter’-tram: de passagiers werden geacht direct bij het instappen bij de conducteur voor hun rit te betalen. Cissie kreeg onder de LPTC-periode het nummer 2168 en moest ook naar Zuid-Londen verhuizen toen het noordelijke tramnet opgeheven werd. Daar bleek het onmogelijk deze tram van de sleepschoenen te voorzien die nodig waren voor de derde railexploitatie. Het middenbalkon was te laag voor deze verbouwing. De wagen werd daarop in de verkoop gedaan en vond in 1936 een nieuwe eigenaar in het trambedrijf van Sunderland. Daar kreeg hij het nummer 100 en werd verbouwd voor stroomafname met een sleepbeugel. In 1951 werd de tram buiten dienst gesteld. In 1961 ging deze tram naar het National Tramway Museum in Crich en doet daar nu dienst in MET-uitvoering.
De proefwagens bevielen goed en er werden er 100 besteld. De MET nam 54 trams af en de London United Tramways 46. De MET-nummering werd 319, 321-329 en 332-375. De trams gingen dienstdoen op de lijnen 21, 29 en 40. De eerste Felthams voor de LUT – 351-395 genummerd - werden in 1931 afgeleverd en gingen op lijn 7 tussen Uxbridge en Sheperds Bush rijden. Op zondagen deden zij ook dienst op lijn 55. Toen lijn 7 in 1936 in trolleybuslijn 607 werd omgezet, gingen deze Felthams naar de Zuid-Londense lijnen 8, 10, 16, 18 en 20. In juni 1933 nam de London Passenger Transport Board alle openbaar vervoerexploitatie in London over en werden de Felthams vernummerd in 2066-2119 (ex-MET trams) en 2120-2165 (ex-LUT). Alle wagens kregen een nieuw kleurenschema: rood met een crème kleur die in Londen pale primrose werd genoemd.
Alle Felthams gingen tussen 1936 en 1938 naar Zuid-Londen omdat bijna alle Noord-Londense tramlijnen tot trolleybuslijnen werden verbouwd. Na de Tweede Wereldoorlog, toen het trambedrijf verder en verder werd afgebroken, leende London Transport Feltham 2099 uit aan het trambedrijf van Leeds met de bedoeling te beoordelen of verkoop mogelijk was. Daar bevielen de trams goed en men kocht er 90. Ze werden 501-590 genummerd, geschilderd in ‘crimson’ en deden daar dienst totdat de laatste vier tramlijnen van Leeds in 1959 werden opgeheven. Alle Felthams – op 331 na – zijn nadien gesloopt.

## Opvolger van de tram: de trolleybus

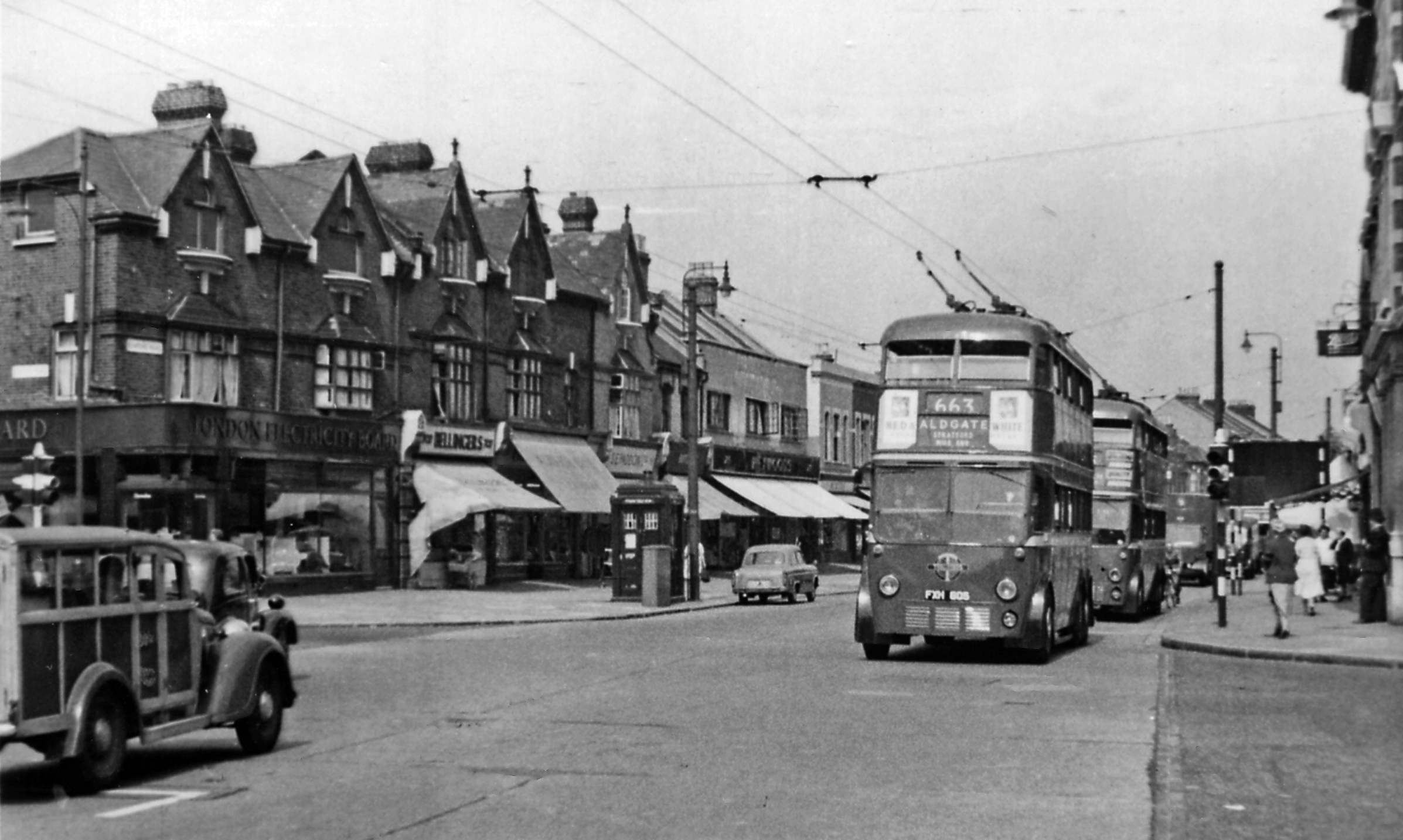
Dubbeldeks trolleybussen in 1955

De eerste trolleybussen werden in Londen al in 1931 geïntroduceerd en vervingen de tram op het traject tussen Twickenham en Teddington. Deze reden op het net van de London United Tramways. Het verbouwen van tram naar trolleybus was relatief eenvoudig door het spannen van een extra rijdraad. Op het moment dat de straat gerepareerd moest worden, sloopte men de rails eruit. Men had toen echter geen plannen om het tramnet totaal op te heffen.
Er werd in de crisisjaren nog flink in het tramnet en in nieuwe trams geïnvesteerd. Toen London Transport de exploitatie van de Underground en al het andere bovengrondse openbaar vervoer overnam, rezen er stemmen op de tram op te heffen en nadat noodzakelijke investeringen duidelijk werden, kreeg het idee grond de tram maar helemaal op te gaan heffen. Tot 1940 werd het tramnet in Noord-Londen opgeheven op de tramlijnen door de Kingsway tunnel na. De oorlogsjaren, en het daarmee gepaard gaande tekort aan materialen, onderbraken de stap naar trolleybus of dieselbus voor het Zuid-Londense tramnet voor enkele jaren. Na de oorlog kwam in daar de overstap naar trolleybussen al niet meer ter sprake: de dieselbus nam in de jaren vijftig alles over.
Op het hoogtepunt waren er in Londen bijna 1900 trolleybussen in dienst; het was daarmee veruit het grootste trolleybusnet van de wereld. Er waren 74 lijnen en daarvan reden er 7 dag en nacht. Het totale net was 376 kilometer lang en voor de stalling van het materieel waren 22 busremises nodig. Alle trolleybuslijnen die een tramlijn vervingen kregen een 5 of een 6 voor het lijnnummer. Twee van de trolleybuslijnen reden geheel geïsoleerd van alle andere lijnen. Dit waren de lijnen 696 en 698 die in de borough Woolwich reden; hun voorlopers – de tramlijnen 96 en 98 – deelden hetzelfde lot. Ook de trolleybus redde het niet. Ook hier speelde weer het probleem dat er nieuwe bussen nodig waren en groot onderhoud aan de bovenleiding en de rest van het elektrische systeem. De trolleybussen werden in 14 fases vanaf 4 maart 1959 tot 8 mei 1962 opgeheven. De laatste lijnen waren 601 t/m 605, 657 en 667.